# Pragnienia Kosowa
Pragnienia Kosowa (tyt. oryg. Etjet e Kosovës, inny tytuł: Kosova: Desperate Search) – kosowski film fabularny z roku 2005 w reżyserii Sunaja Raçy. Zdjęcia do filmu były kręcone w Kosowie i we wsi Brodec, w Macedonii.

## Fabuła
Akcje filmu rozgrywa się we współczesnym Kosowie, po zakończeniu wojny w 1999 r. W czasie wojny młoda kobieta wraz z dziećmi musiała uciekać z Kosowa, w czasie, gdy jej mąż wstąpił ochotniczo do jednego z oddziałów UÇK, walczących z Serbami. W czasie konfliktu żołnierze serbscy zabierają dwoje dzieci kobiety i uprowadzają w nieznanym kierunku. Po wojnie jej mąż wraca jako inwalida, poruszający się na wózku inwalidzkim, i obwinia swoją żonę o utratę dzieci. Ich życie toczy się w milczeniu. Poszukując swoich zaginionych dzieci kobieta znajduje Zanę, która w imieniu władz Kosowa zajmuje się poszukiwaniem osób zaginionych. Córka Zany, Fleta pracuje dla UNMIK i coraz bardziej oddala się od swoich rodziców i upośledzonego brata. Mąż Zany nie pracuje i cały dzień spędza przed telewizorem, jednocześnie krytykuje swoją żonę i córkę, które pracują na utrzymanie rodziny.
Wędrujący po Kosowie i szukający dla siebie miejsca stary Albańczyk spotyka Serba. Obaj znajdują się w trudnej sytuacji życiowej, ale nie są w stanie zapanować nad emocjami i tym, co ich dzieli.
Nieodległa wojenna przeszłość staje się w filmie czynnikiem niszczącym rodziny ocalałych i utrudniającym porozumienie między ludźmi.

## Obsada
- Rajmonda Bulku jako Zana
- Blerim Destani jako żołnierz UCK, inwalida wojenny
- Faruk Begolli jako stary Albańczyk
- Meto Jovanovski jako stary Serb
- Bislim Muqa jako Gjergj
- Sheqerie Buqaj jako kobieta ze wsi
- Hazir Muftari jako generał, przedstawiciel UNMIK
- Sunaj Raça jako żołnierz serbski
- Berat Keqekolla jako żołnierz serbski
- Ermela Teli jako Fleta
- Tinka Kurti jako zakonnica
- Basri Lushtaku